# 月の出の決闘
『月の出の決闘』（つきのでのけっとう）は、1947年（昭和22年）7月15日公開の日本映画である。大映製作。監督・脚本は丸根賛太郎、主演は阪東妻三郎。モノクロ、スタンダード、81分。
当時の大映京都撮影所が、マッカーサーの司令で、従来の時代劇中心の制作体制から現代劇へ移行していく中で作られたチャンバラ映画で、阪東妻三郎が久々にやくざを演じた。

## あらすじ
天保十三年。やくざの天堂小彌太は大原幽学を斬りに行くが、逆に幽学の人柄に魅せられてしまう。やくざから足を洗い、恋人おせんと所帯を持とうとするが、幽学の危機に居ても立っても居られず……。

## スタッフ
- 企画：米田治[2]
- 監督：丸根賛太郎
- 脚本：丸根賛太郎
- 撮影：中田節三[2][1]
- 美術：川村鬼世志[2]
- 録音：加瀬久[2]
- 音楽：深井史郎[2]
- 助監督：宮川孝至[2]

## キャスト
- 阪東妻三郎 - 天堂小彌太
- 花井蘭子 - おせん
- 青山杉作 - 大原幽学
- 葛木香一 - 伊兵衛
- 尾上菊太郎 - 次郎吉
- 東野英治郎 - 長尾主馬之介
- 羅門光三郎 - 平吉
- 村田宏寿 - 横尾周八郎
- 香住佐代子 - おしま
- 丸山英子 - エツ